# Peter Nygård
Pour les articles homonymes, voir Nygard.
 (décembre 2020).
Le texte peut changer fréquemment, n’est peut-être pas à jour et peut manquer de recul. 
Le titre et la description de l'acte concerné reposent sur la qualification juridique retenue lors de la rédaction de l'article et peuvent évoluer en même temps que celle-ci.
Peter J. Nygård (né Pekka Juhani Nygård) est un ancien dirigeant de mode finno-canadien né le 24 juillet 1941 à Helsinki. Il a fondé Nygård International, une entreprise qui fabrique des vêtements pour femmes, en 1967. Il a démissionné de son poste de président en février 2020 après que le FBI eut perquisitionné le siège de l'entreprise dans le cadre de son enquête sur les accusations de trafic sexuel portées contre lui par plusieurs femmes. Nygård est arrêté pour trafic sexuel et racket en décembre de la même année.
Il a été classé 70e Canadien le plus riche par le Canadian Business Magazine en 2009 avec une fortune nette évaluée à 817 millions de dollars canadiens (580 millions d'euros).

## Biographie
Peter Nygård est né le 24 juillet 1941 à Helsinki, en Finlande, fils de Eeli et Hilkka Nygård, boulangers qui ont immigré au Canada en 1952. Ils s'installent d'abord à Deloraine, au Manitoba (où le "Nygård Park" sera plus tard nommé en son honneur en 2002). Ils ont déménagé peu après à Winnipeg. Peter a aussi une petite sœur, Pirjo-Liisa Nygård, dit Liisa Nygård (1942-2020, cancer du sein).
En 1964, il reçoit un diplôme en commerce de l'université du Dakota du Nord.

### Nygård International
L'entreprise de fabrication de vêtements féminins Nygård est fondée en 1967 à Winnipeg, au Manitoba, son siège social canadien est situé sur King Street à Toronto, et son siège social mondial à Times Square, à New York. Le magasin de détail de concept de mode de Nygård ouvre ses portes à Times Square, à Manhattan le vendredi 6 novembre 2009.
Le  25 février 2020, Nygård démissionne de ses fonctions de président de Nygård International, après que son siège social a été perquisitionné pour des allégations de trafic sexuel. La société a déposé son bilan en vertu de la loi américaines sur les faillites aux États-Unis à New York le 18 mars 2020, et un juge du Manitoba a ordonné la mise sous séquestre d'un groupe de sociétés de Nygård 19 mars 2020. Le 30 avril 2020, un juge canadien donne le feu vert à un cabinet comptable pour vendre et liquider une partie de l'empire commercial.

### Nygård Cay
En 1987, Nygård construit un complexe de 14 000 mètres carrés à Lyford Cay aux Bahamas qu'il nomme Nygård Cay. Nygård Cay est inspiré de l’architecture de la civilisation maya. L'un des principaux bâtiments est une grande salle de 3 000 mètres carrés avec un plafond de verre de 45 tonnes.
Il est en partie détruit par un incendie le 10 novembre 2009,. Le 14 avril 2010, Nygård annonce qu'il prévoit une rénovation de 50 millions de dollars de Nygård Cay, qui prendrait deux ans pour achever et réparer les dommages et employer 200 travailleurs de la construction. Mais une lettre du bureau du premier ministre des Bahamas a rejeté sa demande de construction, citant l'expansion inappropriée de sa propriété par l'accrétion intentionnelle de terre sur le fond marin.
Des personnalités éminentes ont visité Nygård Cay au fil des ans, notamment Michael Jackson, John Paul DeJoria, Oprah Winfrey, George H. W. Bush, Robert De Niro et le prince Andrew, duc d'York,. La maison a été décrite dans la série télévisée Lifestyles of the Rich and Famous comme une station balnéaire avec des invités payant 42 000 $ par nuit en 2009 pour y rester.
Le 28 septembre 2018, Nygård Cay est saisi par la Cour suprême des Bahamas dans le cadre d'une bataille juridique concernant les projets de Nygård pour draguer le fond marin autour du domaine,.

### Bienfaisance
Nygård a soutenu la Fondation canadienne du cancer du sein.
Nygård est un commanditaire de longue date du sport amateur aux Bahamas. En juin 2010, il est le principal commanditaire de la Fédération de boxe amateur de l'équipe des Bahamas lors de l'événement sur invitation des Championnats continentaux de boxe d'élite à Quito, en Équateur. Wellington Miller, le président du Comité olympique des Bahamas, a déclaré que Nygård a contribué de manière significative à l'Association de boxe amateur des Bahamas et à leur succès olympique.
En avril 2011, Nygård organise la "Régate nationale de l'île familiale 2011" à Nygård Cay, avec une conférence de presse en l'honneur du musicien bahaméen "King" Eric Gibson. Au cours du même mois, Nygård fait don de 10 000 $ à Josie Poitier, un membre de la Vieille Église catholique Saint Rédempteur.

### Poursuites judiciaires
Nygård a été accusé de pratiques de travail abusives, d'évasion fiscale, de harcèlement sexuel, de trafic sexuel (y compris le trafic sexuel d'enfants), de complot en vue de meurtre et de viol.
- En 1978, le rachat par Nygård de l'entreprise d'un créateur de vêtements de sport à New York a donné lieu à une bataille juridique de 12 ans devant le tribunal fédéral de New York[12].
- En 1980, le Free Press écrit que Nygård était accusé du viol d'une jeune fille de 18 ans par les autorités de Winnipeg. Plus tard, ces accusations sont suspendues, la jeune fille refusant de témoigner. Il a été plus tard affirmé que Nygård avait utilisé des fonds de ses entreprises pour la dédommager[12].
- Nygård a réglé en dehors de la cour les plaintes pour harcèlement sexuel déposées par trois anciennes employées au Manitoba dans les années 1990[13].
- En 1999, Nygård a poursuivi Linda Brava pour diffamation concernant ses commentaires sur les soirées de Nygård avec des femmes nues. L'affaire s'est poursuivie jusqu'en 2001, date à laquelle Linda Lampenius a déclaré qu'elle était à court d'argent et qu'elle avait dû régler l'affaire en publiant des excuses dans le journal Ilta-Sanomat[14].
- En 2003, Nygård a été poursuivi en Floride par un couple d'Américains qui affirmaient qu'il les avait trompés en leur faisant accepter des postes de gestionnaires de son domaine aux Bahamas. L'affaire a été réglée en 2007[12].
- En 2005, le journal finlandais Iltalehti a publié un article sur les parties de jambes en l'air organisées dans le manoir de Nygård, avec même une brève interview de Jessica Alba, qui a préféré quitter une fête organisée dans le manoir de Nygård Cay (où elle tournait Bleu d'enfer) en raison de la débauche de jeunes filles qui s'y déroulait. Nygård a poursuivi la société mère du journal Alma Media pour diffamation à Los Angeles. Nygård a perdu le procès[15].
- En 2006, les autorités fiscales canadiennes ont affirmé que Nygård avait sous-déclaré 15 millions de dollars en impôts. Nygård a soutenu qu'il avait rompu les liens de résidence avec le Canada en 1975. Il a finalement été soumis à des impôts sur un montant non déclaré de 2 millions de dollars[12].
- En 2007, un différend a dégénéré en une bataille juridique englobant pas moins de 16 actions en justice entre Nygård et Louis Moore Bacon et ses associés, dans laquelle les deux parties réclament des dommages-intérêts de plusieurs dizaines de millions de dollars et lancent des allégations de vandalisme, de corruption, de délit d'initié, d'incendie criminel, de meurtre, de destruction des fonds marins fragiles et d'association étroite avec le Ku Klux Klan[16]. En 2019, The New York Times a été accusé par les avocats de Nygård d'orienter des informations et des témoins pour le "faire tomber"[17].
- En 2008, Nygård a été poursuivi devant la Cour supérieure de Los Angeles par une ancienne petite amie pour avoir claqué une porte sur sa main. Nygård a rapidement réglé l'affaire en dehors de la cour[12].
- En 2012, Nygård a intenté une action en justice contre la SRC concernant des questions de droit d'auteur sur des vidéos privées prises à son domicile, qui ont ensuite été utilisées dans un documentaire d'avril 2010. Il avait également lancé une plainte de copyright auprès de la Cour de district des États-Unis à New York et un procès au Manitoba pour empêcher le documentaire d'être diffusé. Il avait auparavant poursuivi deux anciens employés pour avoir divulgué des renseignements confidentiels et son avocat a prétendu que la SRC avait harcelé de nombreux employés. Nygård a intenté une action civile contre son voisin et l'association des propriétaires de Lyford Cay, les accusant d'avoir conspiré avec la SRC pour nuire à sa réputation ; il a également engagé des poursuites pénales privées contre trois journalistes de la SRC, les accusant d'avoir conspiré pour le discréditer, lui et son empire vestimentaire[18].
- En 2015 et 2017, Nygård a été examiné par le FBI pour des allégations de trafic sexuel. Il a également fait l'objet d'une enquête du département américain de la Sécurité intérieure pendant 9 mois en 2016[19].
- En 2017, les Paradise Papers ont montré que Nygård était actionnaire d'une société offshore des îles Caïmans[20].
- En 2018, Nygård Cay a été saisi par la Cour suprême des Bahamas dans le cadre d'une bataille juridique entourant les efforts de Nygård pour draguer les fonds marins autour de son domaine[21].
- En 2019, un mandat d'arrêt a été émis après que Nygård ne s'est pas présenté plusieurs fois devant le tribunal pour une audience de détermination de la peine liée à deux condamnations pour outrage au tribunal aux Bahamas[22].
- Le 15 novembre 2019, un juge des Bahamas a condamné Nygård à 90 jours de prison et à une amende de 150 000 dollars après avoir constaté qu'il avait enfreint une décision de justice interdisant la divulgation de courriels volés à une association à but non lucratif[23]. Nygård a ensuite payé l'amende, mais a fait appel de l'ordonnance pour outrage, qui a été rejeté par la Cour d'appel des Bahamas. Le 4 février 2021, Nygård a déposé une requête demandant l'autorisation d'interjeter appel devant le Comité judiciaire du Conseil privé (CJCP), mais la Cour d'appel des Bahamas a refusé d'y faire droit.

### Affaire Nygård
Le  24 novembre 2019, la police des Bahamas ouvre une enquête sur six allégations de viol portées contre Nygård. Toutes les victimes présumées avaient moins de 16 ans. Le 27 janvier 2020, Nygård a fait face à deux procès distincts après avoir été accusé d'agression sexuelle. Le  13 février 2020, 10 femmes ont déposé une action collective contre Nygård à New York, alléguant qu'il les avait violées à sa résidence aux Bahamas. Elles ont également allégué qu'il entretenait un réseau de trafic sexuel. Huit des victimes présumées étaient mineures. Le 25 février 2020, le siège de New York de Nygård International a été perquisitionné par le FBI et le NYPD, en relation avec des allégations de trafic sexuel. Cela a conduit Nygård à quitter son poste. Le 22 avril 2020, 36 nouvelles femmes ont rejoint une action en justice pour agression sexuelle qui a été déposée en février 2020. Le 17 août 2020, Nygård a été poursuivi par deux de ses fils l'accusant d'avoir ordonné à une travailleuse du sexe connue, qui serait « sa petite amie », de les violer. Le 15 décembre 2020, il a été rapporté que le mannequin Suelyn Medeiros, connue sur Instagram, et Warren & Baram Management LLC ont été nommés comme co-conspirateurs présumés dans le plan de trafic sexuel allégué de Peter Nygård, faisant l'objet de deux poursuites distinctes.
Le 15 décembre 2020, Nygård est arrêté à Winnipeg en vue d'une extradition vers les États-Unis pour faire face à des accusations de trafic sexuel par le bureau du procureur américain à Manhattan.
Lors de la révélation de l'affaire Nygard, ses liens avec le prince Andrew ont pu rappeler ceux du prince avec Jeffrey Epstein, lors de l'affaire Epstein.
Le 28 janvier 2021, la juge Shawn Greenberg reporte au 5 février sa décision concernant la remise en liberté sous caution de Nygård dans l'attente de son procès, estimant qu’il lui faut plus de temps pour décider. Dans la foulée, le même jour, le vidéographe personnel de Nygård de 2011 à 2014 dévoile des vidéos de la vie personnelle de Nygård, notamment les soirées qu’il organisait dans son jet privé, un Boeing 727, en compagnie de jeunes femmes, certaines mineures, ou encore des vidéos le montrant hurler sur ses employés. Les vidéos montrent, dans son avion, une barre de pole-dance où des filles dansaient sensuellement pour Nygård, ou encore révèlent la présence d'un lit dans l’avion où il avait des relations sexuelles avec ces filles, qu’il surnommait ses « petites amies » (« girlfriends ») quand il « avait besoin de sexe » dit le vidéographe. Il a transmis ces images et vidéos à l'émission canadienne The Fifth Estate disant que « S'[il] ne l'expose pas, [Nygård] va s'en tirer en dépit de tout ce qu'il a fait. »
Ses trois fils l'accusent également. Son fils Kai s'est battu pendant plusieurs années pour le faire arrêter. Après l'avoir vu toucher de manière inappropriée une fillette de 8 ans lors d'un dîner il y a plusieurs années, il en a conclu qu'il était un prédateur sexuel et a cessé tout rapport avec lui, jusqu'à changer son nom et ne garder que celui de sa mère, Bickle. Lorsque Nygård a été arrêté en décembre 2020, Kai s'est dit très soulagé de l'arrestation de son père : « Je suis absolument ravi d'apprendre qu'il va devoir faire face à un procès et passer devant la justice au lieu de s'exiler à l'étranger grâce à son argent. » Ses deux autres fils, beaucoup plus discrets, ont accusé leur père d'avoir payé une de ses « petites amies », prostituée, pour les violer afin qu'ils perdent leur virginité, durant leur adolescence.
Le 5 février 2021, la juge Shawn Greenberg refuse à Nygård sa demande de liberté conditionnelle, estimant que le risque qu'il s'enfuie était élevé ; les avocats de Nygård ont fait valoir que la santé de leur client était en péril s'il restait en détention à cause du Covid-19.
Le 12 novembre 2023, après sept semaines et cinq jours de délibération, Nygård est reconnu coupable par la justice canadienne d'agressions sexuelles envers quatre femmes entre 1988 et 2005. Près de dix mois plus tard, le 9 septembre 2024, il est condamné à onze ans de prison,,.

## Vie privée
Nygård a été marié quatre fois et a eu sept enfants, quatre filles et trois fils. Nygård a été brièvement marié à Carol Knight dans les années 1970. Il aurait fréquenté Anna Nicole Smith de 1998 à 2001.
Ses trois enfants aînés, ses filles Bianca et Åliå et son fils Kai sont issus de sa relation de longue date avec Patricia Bickle. Son fils Mika est issu de sa relation avec Kaarina Pakka, une finno-canadienne et ancienne hôtesse de l'air. Scarlet est issue de sa relation avec Angelica Szczepaniak, d'origine polonaise. Son fils Jessar et sa fille Xar sont issus d'anciennes relations inconnues. Sa fille Bianca vit avec son mari et sa fille aux Bahamas et est impliquée dans les affaires de Nygard, a rapporté Heavy.com[réf. souhaitée]. Sa fille Åliå est également dans l'entreprise, mais vit à Winnipeg au Canada, tandis que son fils Kia vit à Seattle où il étudie les affaires. Son fils Jessar vit en Californie, Scarlet vit à Toronto avec sa mère et sa plus jeune fille, Xar, vit également avec sa mère dans un endroit inconnu.
Le quotidien Le Monde relève que Peter Nygård aimait faire étalage de sa réussite : « toujours une noria de top-modèles aux bras, il se pavane dans les rues de Winnipeg en Rolls décapotable immatriculée "Nygard", voyage dans un jet privé siglé à son nom, surnommé « N-Force », achète un somptueux domaine sur l’île des Bahamas, immédiatement baptisé "Nygard Cay". »

## Distinctions
En 2012, Nygård a reçu une médaille du jubilé de diamant de la reine Élisabeth II. En 2002, Deloraine, la ville où Nygård a grandi, a dévoilé une plaque commémorative et nommé un parc en son honneur. En mai 2020, le nom du parc a été changé en Prairie Sentinels Park, après que Nygård ait été sujet à une controverse pour trafic sexuel et allégations de viol.

## Dans la culture populaire
En janvier 2021, il a été rapporté que Savvy Media Holdings avait acquis les droits de quelques livres relatifs à la querelle de Nygård avec Louis Bacon pour réaliser un long métrage, avec Justin Lader, choisi pour écrire le film.
En 2011, l'auteure et ancienne politicienne Linda McIntosh a publié un livre intitulé Child of Lamposaari: The Inspiring Story of Hilkka. Le livre commémore la vie de la mère de Nygård, Hilkka, et discute de la première vie de Nygård.

## Couverture médiatique
Le 17 décembre 2020, deux jours après l'arrestation de Nygård, Discovery+ a commencé la création d'une série sur la vie de Peter Nygård intitulée Unseamly: The Investigation of Peter Nygård. Elle comprend des entretiens avec des journalistes, des avocats, des membres de la famille et d'anciens employés de Nygård. Elle est sortie le 12 février 2021.
Le youtubeur Shawn Attwood, qui a écrit sur l'affaire Epstein, a publié plusieurs podcasts et vidéos sur sa chaîne YouTube sur l'affaire Nygård et a interviewé Kai Bickle dans certaines d'entre elles.
Le 28 janvier 2021, l'émission canadienne The Fifth Estate a diffusé un épisode sur Nygård composé d'interviews et de vidéos dévoilées par l'ancien vidéographe personnel de Nygård, intitulé Peter Nygård: The Secret Videos.